# Stirling Moss
Sir Stirling Moss OBE (født 17. september 1929 i London, død 12. april 2020) var en engelsk racerkører.
Hans succes inden for en lang række bilvæddeløb placerede ham blandt motorsportens absolutte verdenselite.
Stirling Moss var aktiv 1948 – 1962 og vandt 194 af de 497 racerløb, han deltog i, deriblandt 16 Formel 1 Grand Prix. Ifølge Moss' egne oplysninger deltog han i 525 motorløb, 62 i et enkelt år, og i alt kørte han i 84 forskellige biler. Han deltog i flere klasser og kategorier på samme tid.

## I populærkulturen
Stirling Moss nævnes af Shu-bi-dua i deres sang "Tryk på" på albummet Shu-bi-dua 3 fra 1976.